# Taracus taylori
Espèce
Taracus taylori est une espèce d'opilions dyspnois de la famille des Taracidae.

## Distribution
Cette espèce est endémique du Nevada aux États-Unis. Elle se rencontre dans le comté de White Pine dans la forêt nationale de Humboldt-Toiyabe dans la grotte Snake Canyon Cave.

## Description
Le mâle holotype mesure 5,4 mm et la femelle paratype 5,63 mm.

## Systématique et taxinomie
Cette espèce a été décrite par Shear en 2016.

## Étymologie
Cette espèce est nommée en l'honneur de Steven J. Taylor.

## Publication originale
- Shear & Warfel, 2016 : « The harvestman genus Taracus Simon 1879, and the new genus Oskoron (Opiliones: Ischyropsalidoidea: Taracidae). » Zootaxa, no 4180, p. 1–71.